# Илона
Ило́на — женское имя неясной этимологии. Вероятно, венгерский вариант греческого имени Елена (с греч. — «светлая»). Частое имя фей из венгерского фольклора.
Не путать с близким по звучанию именем — Илана.

## Известные носительницы
- Илона Сербская (ок. 1109 — после 1146) — королева Венгрии.
- Илона Венгерская (ок. 1155 — 25 декабря 1199) — венгерская принцесса, жена Леопольда V, герцога Австрии.
- Илона Силадьи (до 1455—1497) — венгерская аристократка, вторая жена Влада Цепеша.
- Илона Зриньи (1643—1703) — национальная героиня Венгрии и Хорватии.
- Броневицкая, Илона Александровна (род. 1961) — советская и российская эстрадная певица, киноактриса, теле- и радиоведущая.